# 2-Headed Shark Attack
2-Headed Shark Attack (Alternativtitel: Two-Headed Shark Attack) ist ein US-amerikanischer Thriller AbenteuerFilm von Christopher Ray aus dem Jahr 2012. Der Film wurde 2015 mit 3-Headed Shark Attack fortgesetzt. 2017 wurde 5-Headed Shark Attack ausgestrahlt, 2018 folgte 6-Headed Shark Attack. In Deutschland wurde der Film erstmals am 2. August 2012 veröffentlicht.

## Handlung
Der Film beginnt mit Jugendlichen, die mit einem Boot zwei Wakeboarderinnen ziehen. Völlig unvermittelt werden beide Sportlerinnen von einem doppelköpfigen Killerhai angegriffen und getötet. Beim Rettungsversuch sterben auch die anderen Jugendlichen.
Die nächste Einstellung zeigt ein Unterrichtsschiff mit Professor Babish, seiner Frau Anne und College-Studenten. Überraschend schiebt das Schiff am Bug einen toten Hai vor sich her, der normalerweise nur in den Tiefen des Meeres beheimatet ist. Beim Versuch, den Kadaver zu entfernen, gerät er in die Schiffsschraube und verursacht Schäden, die eine Weiterfahrt unmöglich machen. Unweit ist ein Atoll in Sicht, zu dem Professor Babish und die Studenten übersetzen, während die Besatzung versucht, die Bordwand unter Wasser zu schweißen.
Auf dem Atoll sind verlassene Hütten, und die Gruppe versucht, sich zu orientieren. Inzwischen wird die Taucherin bei der Reparatur vom Hai gefressen. Auf der Insel setzen sich zwei Frauen und ein Mann von der Gruppe ab, um nackt zu schwimmen. Beim anschließenden gemeinsamen Liebesspiel im Wasser werden alle drei ebenfalls getötet. Zusätzlich beginnt das Atoll durch mehrere Beben langsam im Meer zu versinken. Während verschiedener Unternehmungen, das Schiff wieder seeklar zu machen, werden immer mehr Studenten vom Hai gefressen.
Zuletzt versinkt die Insel großteils im Meer, wobei dann auch Professor Babish und seine Frau sowie alle anderen Studenten bis auf drei durch den Hai den Tod finden. Die drei Jugendlichen versuchen, den Killerhai mittels eines Benzinfasses zu sprengen, was jedoch nur teilweise gelingt und eine weitere Frau das Leben kostet. Die letzten Überlebenden, Kate und Paul, lassen ein Motorboot führerlos aufs Meer hinausfahren. Der Hai verfolgt es und beißt in den Außenbordmotor, wodurch er bei der Explosion stirbt.
Kate und Paul retten sich auf einen Felsen, als gerade ein Hubschrauber das Gebiet überfliegt.

## Synchronisation
Die deutsche Synchronisation entstand nach einem Dialogbuch von Stephanie Henze und unter der Dialogregie von Nick Gebauer im Auftrag der City of Voices, Berlin.
| Darsteller        | Rolle            | Synchronsprecher  |
| ----------------- | ---------------- | ----------------- |
| Carmen Electra    | Anne Babish      | Antje von der Ahe |
| Charlie O’Connell | Professor Babish | Sven Gerhardt     |
| Brooke Hogan      | Kate             | Nicole Hannak     |
| David Gallegos    | Paul             | Daniel Montoya    |
| Geoff Ward        | Cole             | Jan Andres        |
| Shannan Stewart   | Lindsey          | Anja Rybiczka     |
| Ashley Bissing    | Kristen          | Anita Hopt        |
| Lauren Vera       | Jamie            | Josefin Hagen     |
| Collin Carmouze   | Jeff             | Oliver Bender     |
| Chase Conner      | Kirk             | David Denemark    |
| Morgan Thompson   | Laura            | Daniela Thuar     |

## Kritik
„Nach Landhaien, Strandhaien und Riesenpiranhas bereichert nun also der siamesische Zwillingshai die Annalen des Tierhorrors. Doppelt soviel Kraft, doppelt soviel Zähne, schwärmt das Werbematerial über die Kreatur des Schreckens, die sich jeder neuen Situation physikalisch perfekt anpasst. Gegen soviel Horror setzt Hulk Hogans Tochter Brooke Hogan ihre beachtliche Oberweite ein, und auch Carmen Electra schaut auf eine kurze Stippvisite vorbei. Trash für den Filmabend mit Bier.“

„Lächerlicher Tierhorrorfilm mit überforderten Darstellern, der die monströse Bestie wirksam in Szene zu setzen versucht, jedoch auch dabei scheitert.“